# アゼライン酸
アゼライン酸（アゼラインさん、Azelaic acid）は、有機化合物のひとつで、白色粉末の飽和ジカルボン酸。小麦、大麦、ライ麦中に含まれている一成分。ポリマーや可塑剤など多様な工業製品の前駆体となり、また、髪や肌の調子を整えるための製品にも含まれている。 米国ではニキビ、酒皶の治療に承認されている。メラニンの生成を抑制し、美白剤として認知され処方されているが承認はない。慢性毒性、変異原性、催奇形性を示すデータはない。

## 生産
アゼライン酸の工業的な生産は、オレイン酸をオゾン分解することで行われる。その副産物はノナン酸 (nonanoic acid)。自然界では、皮膚に常在する酵母の Malassezia furfur(Pityrosporum ovale)が生成する。ノナン酸を細菌によって分解することでも得られる。
HOOC(CH2)7COOH。

## 生物学的機能
植物中は、感染後の防御反応に関わる「苦痛時の炎症」の役を果たす。それは植物の防御反応に重要な要素である、サリチル酸の蓄積を起こす信号となる。

## ポリマーや関連素材
このジカルボン酸のエステルは、潤滑や可塑剤に用いられる。潤滑剤ではリチウム複合グリスの増粘剤となる。アゼライン酸はヘキサメチレンジアミンとで、ナイロン6,9の組成となり、プラスチックとしての特殊な用途がある。

## 医療用途
ジカルボン酸というグループの薬の一種。
米国では、最初に2003年に15%濃度のジェルが酒皶の治療に医薬品として承認され、後に20%濃度のクリームがニキビの治療に承認されている。後に15%濃度の泡タイプも承認されている。日本では医薬品としては未承認で、20%濃度のDRX AZAクリアが、病院用製品としてロート製薬から発売されている。
アゼライン酸は軽症から中等症のニキビ（尋常性痤瘡）の治療に用いられ、面皰（めんぽう、盛り上がり）にも炎症ニキビにも有効である。感染した毛穴のアクネ菌を殺菌することで作用する。またアクネ菌を成長させるケラチンの生成を減少させる。アメリカの2016年のニキビのガイドラインで推奨度とエビデンスレベル共に最も高いのは、アゼライン酸もしくは「抗生物質と過酸化ベンゾイル併用」となっているが、抗生物質では使用期間の制限がある。日本のガイドラインでは保険適応がないためニキビ治療への推奨度は低い。
酒皶治療のための外用ジェルとして用いられ、アゼライン酸に炎症を減らす作用があるためである。酒皶による盛り上がりや腫れを除去する。
またアゼライン酸は、肝斑や炎症後色素沈着など皮膚の色の治療に用いられ、特に黒い肌のタイプである。議論のあるハイドロキノンの代替手段として推奨されている。 ハイドロキノンやレチノイドと同じく、美白剤として認識され処方されてきたが、これらの薬剤と違い適応症の承認はない。
- 肝斑に対し20%濃度アゼライン酸 (AZ) と4%濃度ハイドロキノン (HQ) は同等で、AZではアレルギーや経時変化のような重篤な副作用（ハイドロキノンに見られる副作用）はなかった[16]。半年間、329人の二重盲検試験。
- 肝斑に対し20%AZよりも、4%HQの方が良い結果であった[17]。半年間の60名での二重盲検試験。
- 肝斑に対し20%AZは、2%HQより良い結果であった[18]。半年間の155名でのランダム化比較試験。
- 肝斑に対し20%AZは、4%HQより良い結果であった[19]。2か月、29名での対照試験。

副作用としてチクチク感や熱感が起こることがあり、3か月の試験中に15%濃度ジェルでは29%、泡タイプで6.2%に起きており、痒みではそれぞれ11%、2.5%、副作用による中止率はそれぞれ5%、1.2%である。
胎児危険度分類はBで、授乳中でも安全に使用できる。催奇形性、変異原性、慢性毒性を示すデータはない。

### 薬理作用
作用機序は、カテリシジンを抗菌性皮膚ペプチドの LL-37 に変換する高活性のプロテアーゼ活性を阻害することによると考えられている　。メラニン（色素）の合成を減らすチロシナーゼ阻害作用がある。
またアゼライン酸は脱毛薬（脱毛抑制）のフィナステリドとデュタステリドに似た強い5α還元酵素作用を持つ。

## アゼライン酸誘導体
アゼライン酸の誘導体が美容に使われている。アゼロイルジグリシンK（カリウムアゼロイルジグリシネート、azeloyl diglycinate、またはアゼログリシン）は保湿作用のあるグリシンを結合しており。他の成分との含有製品が酒皶、肝斑に有効とするランダム化比較試験がある。